# Międzynarodowa Olimpiada Geograficzna
     Państwa, które wzięły udział w ostatniej iGeo.
     Państwa, które brały udział w poprzednich iGeo.
     Państwa, które nigdy nie uczestniczyły w  iGeo.

Państwa uczestniczące w Międzynarodowej Olimpiadzie Geograficznej:
Państwa, które wzięły udział w ostatniej iGeo.
Państwa, które brały udział w poprzednich iGeo.
Państwa, które nigdy nie uczestniczyły w iGeo.

Międzynarodowa Olimpiada Geograficzna (ang. International Geography Olympiad, w skrócie iGeo) – coroczny międzynarodowy konkurs przedmiotowy z zakresu geografii skierowany dla uczniów szkół średnich i organizowany od 1996 roku przez Międzynarodową Unię Geograficzną.

## Historia
Propozycja organizacji międzynarodowych zawodów z zakresu nauk geograficznych została po raz pierwszy wysunięta przez działaczy polskich i holenderskich w 1994 podczas kongresu IGU w Pradze. Pierwsze zawody odbyły się w Hadze w 1996 roku pod nazwą Międzynarodowy Konkurs Geograficzny (ang. International Geography Competition, w skrócie IGC). W pierwszej edycji wzięły udział trzyosobowe reprezentacje z pięciu państw: Belgii, Holandii, Niemiec, Polski i Słowenii. Format konkursu był wzorowany na olimpiadach krajowych w Polsce i Holandii, a także na olimpiadach międzynarodowych z informatyki, biologii i chemii. Pierwszym zwycięzcą iGeo został Steven Pattheeuws z Belgii, a w kwalifikacji drużynowej zwyciężyła reprezentacja Polski. Zawody składały się z trzech części: zawodów terenowych, testu pisemnej odpowiedzi oraz quizu multimedialnego. Podstawowe założenia formatu konkursu nie zmieniły się do dziś.
Od 1996 roku zawody były organizowane co dwa lata i towarzyszyły kongresom Międzynarodowej Unii Geograficznej. Druga edycja IGC odbyła się w 1998 roku w Lizbonie, natomiast w 2000 roku zawody zostały zorganizowane w Seulu i po raz pierwszy wzięli w nich udział reprezentanci spoza Europy. Czwarta olimpiada w 2002 roku miała miejsce w Durbanie. W 2004 roku iGeo odbyła się w Gdyni, a szefem komitetu organizacyjnego był dyrektor III Liceum Ogólnokształcącego im. Marynarki Wojennej – Wiesław Kosakowski. Podczas piątej olimpiady po raz pierwszy najlepszym uczestnikom przyznano medale złote, srebrne i brązowe. System medalowy funkcjonuje do dziś. Podczas szóstej olimpiady w Brisbane po raz pierwszy po zakończeniu zawodów odbyły się fakultatywne wycieczki, w których mogli wziąć udział uczestnicy olimpiady. Od tamtej pory zawodnicy mogą corocznie brać udział w takich wycieczkach w ramach tzw. post-iGeo. W kolejnych latach olimpiada odbywała się w Kartaginie i Tajpej.
W 2012 roku iGeo miała miejsce w Kolonii. Zdecydowano wówczas o zmianie sposobu organizacji i od tamtej pory Międzynarodowa Olimpiada Geograficzna odbywa się co roku. W dziewiątej edycji wzięły udział aż trzydzieści dwie reprezentacje. W 2013 roku zawody odbyły się w Kioto, a w 2014 iGeo została zorganizowała w Krakowie i tym samym Polska stała się pierwszym i jak dotąd jedynym krajem, który gościł zawody Międzynarodowej Olimpiady Geograficznej dwukrotnie. W 2015 roku olimpiada odbyła się w Twerze i po raz pierwszy liczba reprezentacji wyniosła czterdzieści. W następnych latach były organizowane w Pekinie i Belgradzie, a w 2018 roku iGeo po raz pierwszy miała miejsce w Ameryce Północnej – w Quebecu. W 2019 roku olimpiada odbyła się w Hongkongu.
W 2020 roku Międzynarodowa Olimpiada Geograficzna miała odbyć się w Stambule, jednak została odwołana z powodu pandemii COVID-19 i przeniesiona na następny rok. Ostatecznie siedemnasta edycja odbyła się w Stambule w sposób częściowo zdalny. Pandemia wpłynęła również na sposób organizacji iGeo w Paryżu w 2022 roku. W związku z inwazją Rosji na Ukrainę członkostwo Rosji w IGU zostało w 2022 zawieszone i rosyjska reprezentacja do odwołania nie bierze udziału w iGeo. 
Powrót do całkowicie stacjonarnej i tradycyjnej formy olimpiady miał miejsce w 2023 roku, kiedy iGeo odbyło się w Bandung. Rok później odbyła się jubileuszowa dwudziesta edycja iGeo w Dublinie, a kolejna edycja ma się odbyć w 2025 roku w Bangkoku.

## Kraje uczestniczące
Łącznie w historii Międzynarodowej Olimpiady Geograficznej udział wzięło udział sześćdziesiąt siedem różnych reprezentacji z sześciedziesięciu pięciu krajów (w zawodach udział brały trzy reprezentacje z Chińskiej Republiki Ludowej – Chin, Hongkongu i Makau), a najwięcej drużyn – pięćdziesiąt cztery, wystartowało w osiemnastej edycji w Paryżu, w 2022 roku. Jedynymi krajami, których reprezentacje brały udział we wszystkich dotychczasowych dwudziestu edycjach iGeo są Holandia, Polska i Słowenia.
W iGeo w Dublinie (2024) brały udział następujące reprezentacje:
- Armenia
- Australia
- Azerbejdżan
- Belgia
- Białoruś
- Bośnia i Hercegowina
- Brazylia
- Bułgaria
- Chiny
- Chiny-Hongkong
- Chiny-Makau
- Chorwacja
- Cypr
- Czarnogóra
- Czechy
- Dania
- Estonia
- Federacja Malajska
- Finlandia
- Francja
- Holandia
- Indonezja
- Irlandia
- Japonia
- Kanada
- Kazachstan
- Litwa
- Łotwa
- Mongolia
- Niemcy
- Polska
- Portugalia
- Rumunia
- Serbia
- Singapur
- Słowacja
- Słowenia
- Stany Zjednoczone
- Szwajcaria
- Tajlandia
- Tajwan
- Ukraina
- Uzbekistan
- Węgry
- Wielka Brytania
- Zambia

Ponadto w poprzednich latach udział w iGeo brały również reprezentacje z następujących państw:

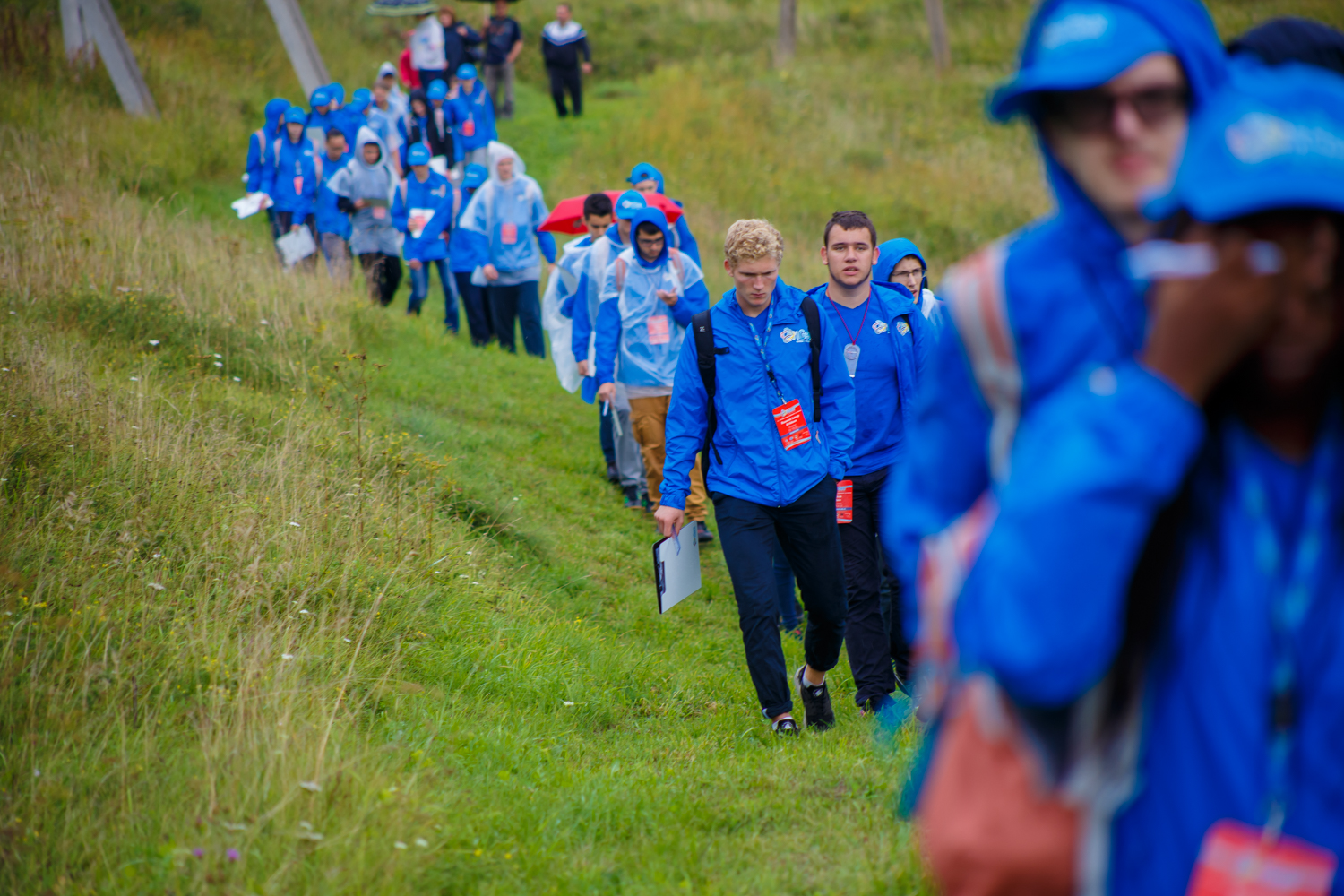
Zawodnicy podczas terenowej części zawodów XII Międzynarodowej Olimpiady Geograficznej w Twerze w 2015.

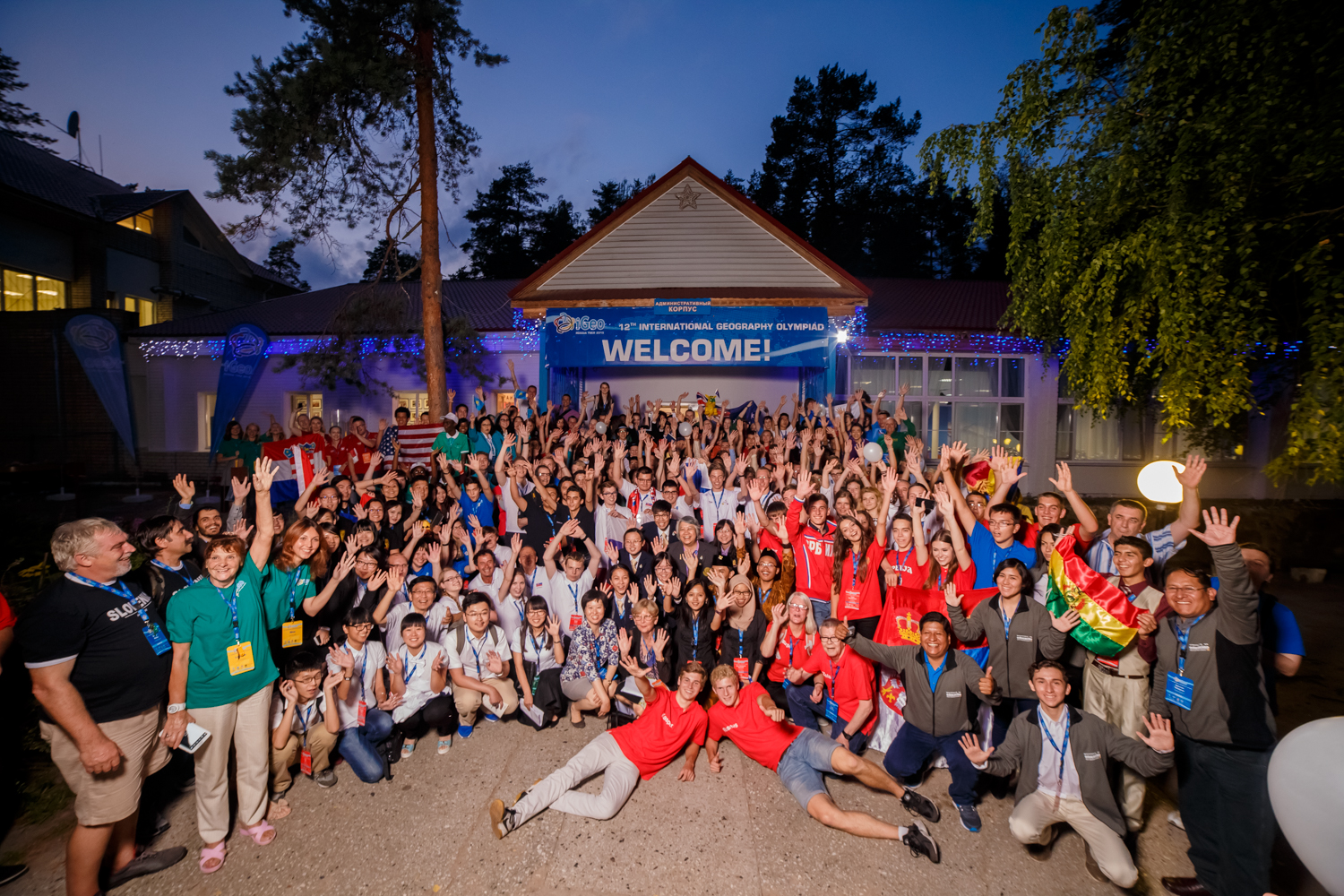
Grupowe zdjęcie uczestników XII Międzynarodowej Olimpiady Geograficznej w Twerze w 2015.

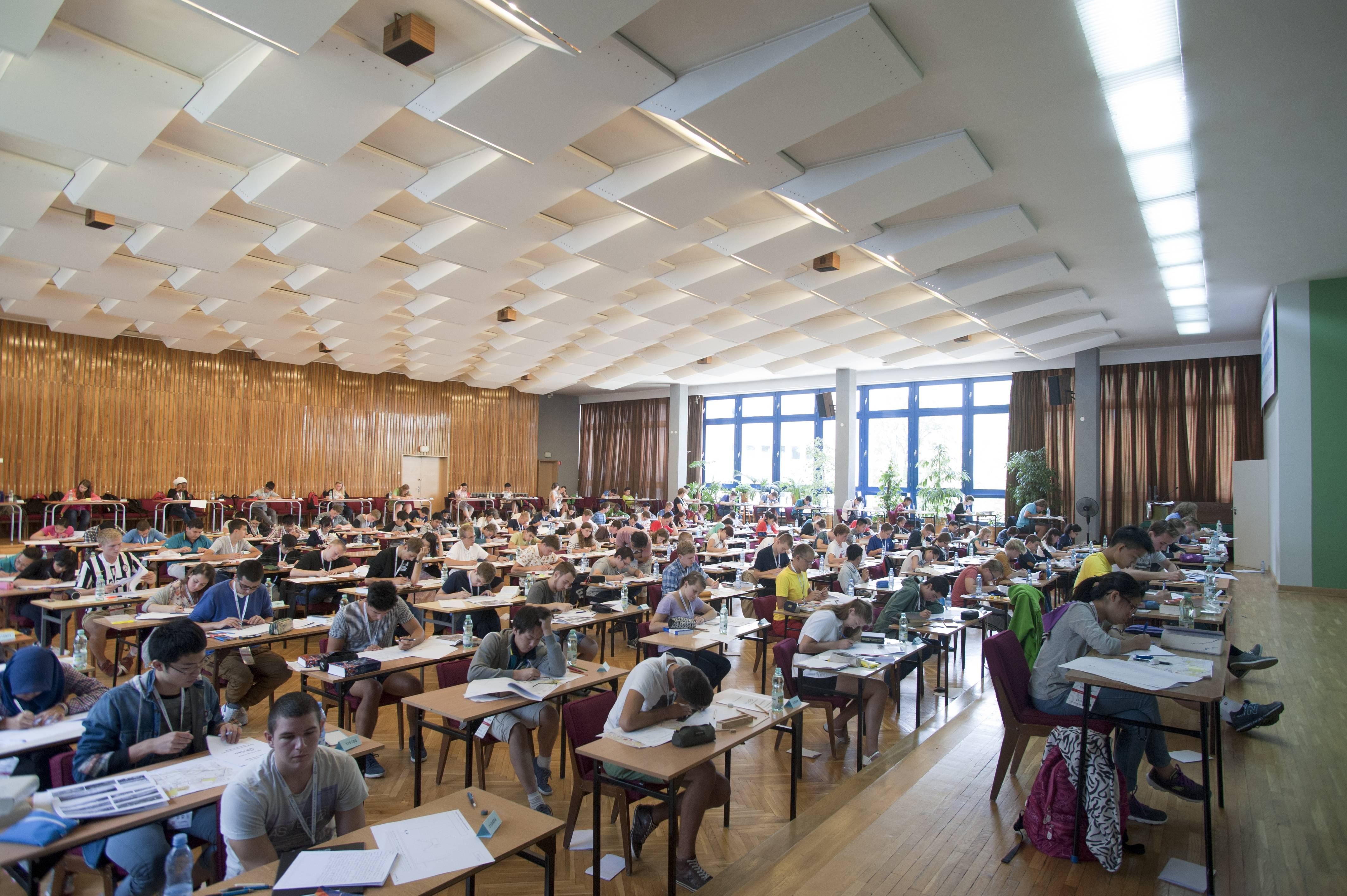
Część pisemna zadania terenowego podczas XI Międzynarodowej Olimpiady Geograficznej w Krakowie w 2014 roku.

- Arabia Saudyjska
- Argentyna
- Boliwia
- Ghana
- Filipiny
- Hiszpania
- Indie
- Iran
- Izrael
- Korea Południowa
- Meksyk
- Nepal
- Nigeria
- Nowa Zelandia
- Pakistan
- Południowa Afryka
- Rosja
- Tadżykistan
- Tunezja
- Turcja
- Turkmenistan

## Organizacja zawodów
Międzynarodowa Olimpiada Geograficzna jest organizowana przez Olimpijski Zespół Zadaniowy IGU (ang. IGU Olympiad Task Force), czyli międzynarodowy zespół powoływany przez IGU w celu przeprowadzenia zawodów iGeo. Zarządza on olimpiadą, odpowiada za zakres tematów i umiejętności obejmowanych przez iGeo, za promowanie olimpiady na świecie oraz za pozyskiwanie funduszy na organizację wydarzenia. Ponadto na przebieg olimpiad ma wpływ Komisja Międzynarodowa (ang. International Board), którą tworzą pełnoletni liderzy wszystkich reprezentacji biorących udział w obecnej i poprzedniej edycji olimpiady. Komisja odpowiada za przygotowanie zadań i materiałów konkursowych, sprawdzenie prac oraz przedstawienie wyników. Jest również odpowiedzialna za wybór miejsca organizacji kolejnych edycji.
Dodatkowo za organizację iGeo odpowiada ministerstwo właściwe do spraw edukacji lub organizacje pozarządowe w kraju goszczącym daną edycję. W gestii lokalnych organizatorów danej edycji jest przygotowanie harmonogramu zawodów i jego realizacja, zarządzanie finansami i bilansowanie kosztów olimpiady oraz przyjmowanie zgłoszeń, a także przekazanie wszystkich informacji organizacyjnych dotyczących danej edycji wszystkim reprezentacjom. Większość wydatków związanych z organizacją Olimpiady pokrywa instytucja odpowiadająca za jej organizację, natomiast reprezentacje wysyłające uczniów na olimpiadę opłacają koszty podróży powrotnej, ubezpieczenie, wizy, a także składkę za każdego uczestnika na rzecz lokalnych organizatorów Olimpiady.
Każda reprezentacja uczestnicząca w iGeo wysyła delegację składającą się z maksymalnie czterech uczniów szkół średnich w wieku od 16 do 19 lat oraz dwóch pełnoletnich liderów, gdzie jeden pełni funkcję członka Komisji Międzynarodowej, a drugi jest opiekunem uczniów. Uczestnicy olimpiady międzynarodowej reprezentujący dany kraj muszą zostać wybrani na drodze krajowych konkursów. Jeden uczeń może wziąć udział w iGeo maksymalnie dwukrotnie.

## Format zawodów
Zawody Międzynarodowej Olimpiady Geograficznej składają się z trzech części: zawodów terenowych, testu pisemnej odpowiedzi i quizu multimedialnego. Wszystkie zadania konkursowe są wykonywane w języku angielskim, który jest oficjalnym językiem olimpiady. Uczestnicy, dla których język angielski nie jest językiem ojczystym i nie są nauczani w tym języku mają prawo do korzystania ze słownika językowego oraz indywidualnych wyjaśnień znaczenia terminów geograficznych podczas wykonywania zadań.
Test pisemnej odpowiedzi (ang. Written Response Test) składa się sześciu części, z których każda jest poświęcona konkretnemu tematowi i skupia się na zagadnieniach istotnych geograficznie i społecznie z zakresu geografii fizycznej i społeczno-ekonomicznej. Długość i charakter pytań jest zróżnicowana jednak zawsze są to pytania otwarte wymagające udzielenia pisemnej odpowiedzi. W każdej części znajdują się materiały źródłowe w postaci tekstów, map, ilustracji, fotografii, wykresów i tabel. Sześć tematów, które są poruszane w kolejnych częściach testu są wybierane przez organizatorów olimpiady spośród następującej listy zagadnień: klimat i zmiany klimatu; geozagrożenia; zasoby naturalne i zarządzanie nimi; geografia środowiskowa i zrównoważony rozwój; formy terenu, krajobrazy i sposoby użytkowania gruntów; geografia rolnictwa i problemy żywnościowe; populacja i jej zmiany; geografia ekonomiczna i globalizacja; geografia rozwoju i nierówności przestrzenne; geografia miast, planowanie przestrzenne i urbanistyka; turystyka i zarządzanie nią; oraz geografia kultury i tożsamości regionalne. Ocena za test stanowi 40% całości punktów.
Quiz multimedialny (ang. Multi Media Test) składa się z czterdziestu pytań wielokrotnego wyboru z czterema opcjami. W każdym pytaniu jest załącznik w postaci mapy cyfrowej, zdjęcia lub schematu. Treść pytań może obejmować wszystkie zagadnienia z wyżej opisanej listy zagadnień. Quiz nie skupia się na sprawdzaniu znajomości faktów geograficznych, a raczej na umiejętnościach i myśleniu analitycznym. Preferowanym sposobem przeprowadzenia tej części zawodów jest wykorzystanie komputerów lub innych urządzeń elektronicznych. Ocena za quiz stanowi 20% całości punktów.
Zadania terenowe (ang. Fieldwork Exercise) polegają na obserwacjach terenowych, kartowaniu, analizie problemowej obszaru badań terenowych na podstawie zebranych danych oraz wyciąganiu odpowiednich wniosków. Ocena za zadania terenowe stanowi 40% całości punktów.
Wszyscy uczestnicy zawodów otrzymują odpowiednie certyfikaty, a około połowa uczestników dostaje medale, które są przyznawane w przybliżonym stosunku 1 złoty : 2 srebrne : 3 brązowe.

## Lista edycji
| #     | Rok  | Państwo           | Miasto    | Liczba reprezentacji                                             | Zwycięzca                                                        | Klasyfikacja drużynowa                                           | Klasyfikacja drużynowa                                           | Klasyfikacja drużynowa                                           |
| #     | Rok  | Państwo           | Miasto    | Liczba reprezentacji                                             | Zwycięzca                                                        | I. miejsce                                                       | II. miejsce                                                      | III. miejsce                                                     |
| ----- | ---- | ----------------- | --------- | ---------------------------------------------------------------- | ---------------------------------------------------------------- | ---------------------------------------------------------------- | ---------------------------------------------------------------- | ---------------------------------------------------------------- |
| I     | 1996 | Holandia          | Haga      | 5                                                                | Steven Pattheeuws                                                | Polska                                                           | Słowenia                                                         | Belgia                                                           |
| II    | 1998 | Portugalia        | Lizbona   | 5                                                                | Katarzyna Kwiecińska                                             | Polska                                                           | Słowenia                                                         | Belgia                                                           |
| III   | 2000 | Korea Południowa  | Seul      | 13                                                               | Adam Biliski                                                     | Polska                                                           | Holandia                                                         | Korea Południowa                                                 |
| IV    | 2002 | Południowa Afryka | Durban    | 12                                                               | Florin Olteanu                                                   | Rumunia                                                          | Polska                                                           | Białoruś                                                         |
| V     | 2004 | Polska            | Gdynia    | 16                                                               | Maciej Hermanowicz                                               | Polska                                                           | Estonia                                                          | Rumunia                                                          |
| VI    | 2006 | Australia         | Brisbane  | 23                                                               | Jacek Próchniak                                                  | Polska                                                           | Estonia                                                          | Rumunia                                                          |
| VII   | 2008 | Tunezja           | Kartagina | 24                                                               | Barbu Ion Alexandru                                              | Rumunia                                                          | Estonia                                                          | Australia                                                        |
| VIII  | 2010 | Tajwan            | Tajpej    | 27                                                               | Barbu Ion Alexandru                                              | Singapur                                                         | Australia                                                        | Polska                                                           |
| IX    | 2012 | Niemcy            | Kolonia   | 32                                                               | Samuel Chua                                                      | Singapur                                                         | Rumunia                                                          | Polska                                                           |
| X     | 2013 | Japonia           | Kioto     | 32                                                               | Daniel Wong                                                      | Rumunia                                                          | Chorwacja                                                        | Singapur                                                         |
| XI    | 2014 | Polska            | Kraków    | 36                                                               | James Mullen                                                     | Singapur                                                         | Australia                                                        | Rumunia                                                          |
| XII   | 2015 | Rosja             | Twer      | 40                                                               | Wang Chang-chin                                                  | Polska                                                           | Rumunia                                                          | Tajwan                                                           |
| XIII  | 2016 | Chiny             | Pekin     | 45                                                               | Wuttipat Kiratipaisarl                                           | Australia                                                        | Singapur                                                         | Tajlandia                                                        |
| XIV   | 2017 | Serbia            | Belgrad   | 41                                                               | Victor Vescu                                                     | Polska                                                           | Rumunia                                                          | Stany Zjednoczone                                                |
| XV    | 2018 | Kanada            | Quebec    | 43                                                               | Alen Kospanov                                                    | Rumunia                                                          | Singapur                                                         | Stany Zjednoczone                                                |
| XVI   | 2019 | Hongkong          | Hongkong  | 43                                                               | Albert Zhang                                                     | Indonezja                                                        | Stany Zjednoczone                                                | Wielka Brytania                                                  |
| –     | 2020 | Turcja            | Stambuł   | Olimpiada przełożona na następny rok z powodu pandemii COVID-19. | Olimpiada przełożona na następny rok z powodu pandemii COVID-19. | Olimpiada przełożona na następny rok z powodu pandemii COVID-19. | Olimpiada przełożona na następny rok z powodu pandemii COVID-19. | Olimpiada przełożona na następny rok z powodu pandemii COVID-19. |
| XVII  | 2021 | Turcja            | Stambuł   | 46                                                               | Rustam Bigildin                                                  | Rosja                                                            | Singapur                                                         | Japonia                                                          |
| XVIII | 2022 | Francja           | Paryż     | 54                                                               | Sanzhar Khamitov                                                 | Singapur                                                         | Litwa                                                            | Tajwan                                                           |
| XIX   | 2023 | Indonezja         | Bandung   | 45                                                               | Passakarn Leewongcharoen                                         | Rumunia                                                          | Singapur                                                         | Węgry                                                            |
| XX    | 2024 | Irlandia          | Dublin    | 46                                                               | David-Mihai Dumitrescu                                           | Stany Zjednoczone                                                | Australia                                                        | Indonezja                                                        |
| XXI   | 2025 | Tajlandia         | Bangkok   | Przyszłe edycje                                                  | Przyszłe edycje                                                  | Przyszłe edycje                                                  | Przyszłe edycje                                                  | Przyszłe edycje                                                  |
| XXII  | 2026 | Turcja            | Stambuł   |                                                                  |                                                                  |                                                                  |                                                                  |                                                                  |
| XXIII | 2027 | Łotwa             | Jegława   |                                                                  |                                                                  |                                                                  |                                                                  |                                                                  |
| XXIII | 2028 | Australia         | Melbourne |                                                                  |                                                                  |                                                                  |                                                                  |                                                                  |

## Klasyfikacja drużynowa
Najwięcej razy w klasyfikacji drużynowej na zawodach iGeo zwyciężała reprezentacja Polski, która siedmiokrotnie zajęła pierwsze miejsce, a ponadto raz drugie i dwa razy trzecie miejsce. Drugą największą liczbę zwycięstw posiada reprezentacje Rumunii, która zwyciężała pięciokrotnie. Cztery zwycięstwa w swoim dorobku ma drużyna z Singapuru, a po jednym drużyny z Australii, Indonezji, Rosji i Stanów Zjednoczonych.
|     | Reprezentacja     | Wyniki | Wyniki | Wyniki | Zwycięstwa w latach:                     | Drugie miejsca w latach: | Trzecie miejsca w latach: |
| I   | Reprezentacja     | II     | III    |        | Zwycięstwa w latach:                     | Drugie miejsca w latach: | Trzecie miejsca w latach: |
| --- | ----------------- | ------ | ------ | ------ | ---------------------------------------- | ------------------------ | ------------------------- |
| 1.  | Polska            | 7      | 1      | 2      | 2017, 2015, 2006, 2004, 2000, 1998, 1996 | 2002                     | 2012, 2010                |
| 2.  | Rumunia           | 5      | 3      | 3      | 2023, 2018, 2013, 2008, 2002             | 2017, 2015, 2012         | 2014, 2006, 2004          |
| 3.  | Singapur          | 4      | 4      | 1      | 2022, 2014, 2012, 2010                   | 2023, 2021, 2018, 2016   | 2013                      |
| 4.  | Australia         | 1      | 3      | 1      | 2016                                     | 2024, 2014, 2010         | 2008                      |
| 5.  | Stany Zjednoczone | 1      | 1      | 2      | 2024                                     | 2019                     | 2018, 2017                |
| 6.  | Indonezja         | 1      | 0      | 1      | 2019                                     | –                        | 2024                      |
| 7.  | Rosja             | 1      | 0      | 0      | 2021                                     | –                        | –                         |
| 8.  | Estonia           | 0      | 3      | 0      | –                                        | 2008, 2006, 2004         | –                         |
| 9.  | Słowenia          | 0      | 2      | 0      | –                                        | 1998, 1996               | –                         |
| 10. | Chorwacja         | 0      | 1      | 0      | –                                        | 2013                     | –                         |
| 10. | Holandia          | 0      | 1      | 0      | –                                        | 2000                     | –                         |
| 10. | Litwa             | 0      | 1      | 0      | –                                        | 2022                     | –                         |
| 13. | Belgia            | 0      | 0      | 2      | –                                        | –                        | 1998, 1996                |
| 13. | Tajwan            | 0      | 0      | 2      | –                                        | –                        | 2022, 2015                |
| 15. | Białoruś          | 0      | 0      | 1      | –                                        | –                        | 2002                      |
| 15. | Korea Południowa  | 0      | 0      | 1      | –                                        | –                        | 2000                      |
| 15. | Japonia           | 0      | 0      | 1      | –                                        | –                        | 2021                      |
| 15. | Tajlandia         | 0      | 0      | 1      | –                                        | –                        | 2016                      |
| 15. | Węgry             | 0      | 0      | 1      | –                                        | –                        | 2023                      |
| 15. | Wielka Brytania   | 0      | 0      | 1      | –                                        | –                        | 2019                      |

## Klasyfikacja według zwycięzców indywidualnych
Najwięcej indywidualnych zwycięzców iGeo reprezentowało Polskę i Rumunie – czterech. Po dwóch zwycięzców reprezentowało Singapur, Stany Zjednoczone i Rosję, a po jednym – Belgię, Kazachstan, Tajlandię i Tajwan. Jedyną osobą, która dwukrotnie zwyciężyła Międzynarodową Olimpiadę Geograficzną jest Barbu Ion Alexandru reprezentujący Rumunię w 2008 i 2010. Jedyną kobietą, która wygrała iGeo była Katarzyna Kwiecińska, reprezentująca Polskę w 1998 roku.
|    | Reprezentacja     | Liczba zwycięzców | Zwycięzcy w latach:                                                                                          |
| -- | ----------------- | ----------------- | --- |
| 1. | Rumunia           | 5                 | 2024 (David-Mihai Dumitrescu), 2017 (Victor Vescu), 2010 i 2008 (Barbu Ion Alexandru), 2000 (Florin Olteanu) |
| 2. | Polska            | 4                 | 2006 (Jacek Próchniak), 2004 (Maciej Hermanowicz), 2000 (Adam Biliski), 1998 (Katarzyna Kwiecińska)          |
| 3. | Rosja             | 2                 | 2021 (Rustam Bigildin), 2018 (Alen Kospanov)                                                                 |
| 3. | Singapur          | 2                 | 2013 (Daniel Wong), 2012 (Samuel Chua)                                                                       |
| 3. | Tajlandia         | 2                 | 2023 (Passakarn Leewongcharoen), 2016 (Wuttipat Kiratipaisarl)                                               |
| 3. | Stany Zjednoczone | 2                 | 2019 (Albert Zhang), 2014 (James Mullen)                                                                     |
| 7. | Belgia            | 1                 | 1996 (Steven Pattheeuws)                                                                                     |
| 7. | Kazachstan        | 1                 | 2022 (Sanzhar Khamitov)                                                                                      |
| 7. | Tajwan            | 1                 | 2015 (Wang Chang-chin)                                                                                       |